# Les Travaux de Persille et Sigismonde
Les Travaux de Persille et Sigismonde (titre original : Los trabajos de Persiles y Sigismunda, historia septentrional) est un roman grec de Miguel de Cervantes.

## Description
Les Travaux de Persille et Sigismonde (Los trabajos de Persiles y Sigismunda, historia septentrional) est la dernière œuvre de Cervantes. Il employa les deux dernières années de sa vie à l'écrire sur le patron du roman grec. Il promettait de terminer ce livre au fil ses œuvres antérieures, dans le prologue des nouvelles exemplaires, dans le voyage au Parnasse et dans la dédicace de la seconde partie du Don Quichotte. Cervantes considérait Persilès et Sigismonde comme son chef-œuvre. Le livre fut terminé le 20 avril 1616, deux jours avant sa mort et fut publié en 1617 presque simultanément dans de nombreuses villes : Barcelone, Lisbonne, Madrid, Pampelune, Paris (six éditeurs), Port au Prince, Soria et Valence.
Au lieu de n'utiliser que deux personnages centraux, Cervantès fait appel à un groupe comme fil conducteur de l'œuvre. Sigismonde, princesse de Frise, prend pour surnom Auristelle et Persille, prince de Thulé, devient Pérandre. Ils partent chercher auprès du Pape la légitimation de leur amour dans des aventures opposant Europe nordique et méditerranéenne. Il prend pour décors les brumes nordiques où s'ajoutent des éléments fantastiques et merveilleux qui anticipent le réalisme magique. D'une certaine manière, il christianise le modèle original en utilisant le cliché de l’homo viator et en atteignant le point culminant à la fin de l'œuvre avec l'anagnorisis des deux amoureux, à Rome :

« Nos âmes, comme tu le sais bien et comme on me l'a enseigné ici, se meuvent dans un continuel mouvement et ne peuvent s'arrêter sinon en Dieu, ou en leur centre. Dans cette vie les désirs sont infinis et certains s'enchaînent aux autres et forment une maille qui une fois arrive au ciel et une autre plonge en enfer. »

La structure et l'intention de ce roman sont très complexes mais supportent toutefois une interprétation satisfaisante. La dédicace au comte de Lemos date du 19 avril 1616 soit quatre jours avant sa mort. Il cite dans sa préface quelques vers d'une ancienne romance : « Le pied dans l'étrier, en agonie mortelle, Seigneur, je t'écris ce billet. »
Puesto ya el pie en el estribo,

con ansias de la muerte,

gran señor, esta te escribo.